# Antoine Lenègre
Pour les articles homonymes, voir Lenègre.
Antoine Lenègre (Besse-en-Chandesse, aujourd'hui appelée Besse-et-Saint-Anastaise, 16 octobre 1818 – Étréchy, 15 mai 1867) est un relieur français.

## Biographie
Avec Jean Engel, Antoine Lenègre est un pionnier de la reliure industrielle en France.
Il tient son atelier dès 1839 au 35 rue Bonaparte à Paris. En 1842, lors de son mariage, il est domicilié au 4, rue de l'Abbaye.

## Travail
Antoine Lenègre réalise des reliures en cartonnage polychrome, sur des livres tels les romans de Jules Verne.

## Collections
- Bibliothèque nationale de France